# Zachraňte Willyho 3
Zachraňte Willyho 3 (orig. Free Willy 3: The Rescue) je americký rodinný film Sama Pillsburyho z roku 1997, navazující na filmy Zachraňte Willyho! a Zachraňte Willyho 2 a předcházející snímku Zachraňte Willyho 4: Útěk z pirátské zátoky. V hlavních rolích se opět objevili Jason James Richter a kosatka Keiko.

## Děj
Jesse má 16 let a pracuje jako výzkumník kosatek na lodi "Noah" spolu se svým starým přítelem Randolphem. Předpokládají, že Willy a jeho skupina jsou loveni velrybáři, kteří se tváří jako obyčejní rybáři. Na jednu takovou loď Botany Bay právě nastupuje desetiletý chlapec Max, který tak má jít na první výlet na lodi se svým otcem, velrybářem z dlouhé linie velrybářů, a dozví se tak pravdu o rodinné historii. Během svého prvního lovu spadne Max přes palubu a dostane se tváří v tvář k Willymu. Od této události, Max pracuje proti svému vlastnímu otci a pomáhá Jessemu a Randolphovi Willyho zachránit. Jesse Maxe představí Willymu hned, jak se dozví o jeho zkušenostech a jak má Max rád kosatky. Jesse se snaží, aby jeho a Randolphův šéf začal brát hrozbu kosatek vážně, ale ten odmítá, a tak se Jesse rozhodne s Maxovou pomocí získat důkaz.
Jesse ví, že se velrybáři vrátí k Willymu a jeho skupině a použijí melodii, kterou Jesse hraje na harmoniku, aby nalákali Willyho. Ten nepozná pravdu, dokud nebude pozdě. Jesseho šéf plánuje zavolat pomoc další den, ale protože vědí, že to už bude pozdě, Jesse, Randolph a jejich kolegyně Drew ukradnou loď Noah a vydají se za velrybáři sami. Max se rozhodne pro ně získat čas tím, že skočí do vody a přinutí tak velrybáře ho zachránit. Maxův otec se rozčílí, protože zjistí, že jeho syn není na jeho straně a domnívá se, že Max poškodil motor, ale ani to ho nezastaví.
Jesse, Randolph a Drew se pokouší oklamat velrybáře a přinutit je zastavit svůj lov, ale neúčinně. Jesse narazí do jejich lodi, velrybáři ztratí Willyho a Maxův otec spadne přes palubu. Willy se ho pokusí zabít, ale Jesse a Max mu v tom zabrání. Maxův otec potom uvízne v síti a téměř se utopí, protože ho síť táhne ke dnu. S Willym se potom setká tváří v tvář. Willy, místo, aby ho zabil, ho zachrání a vyzvedne na hladinu, kde ho drží dostatečně dlouho, aby ho mohli Jesse a Randolph vytáhnout. Přijede námořní hlídka, kterou Jesse zavolal, než narazil do Botany Bay, a zatkne velrybáře, kteří jsou ohromení tím, že Willy zachránil jejich velitele. Díky tomu, že byl zachráněn Willym, uzná Maxův táta, že se ohledně velryb mýlil a svému synovi se omluví. Max mu odpustí.
Později jsou Jesse, Randolph, Drew a Max svědky porodu Willyho syna. Jesse se rozhodne ho pojmenovat Max. Film končí, když velryby se svým mládětem odplouvají pryč na volné moře.

## Obsazení
| Jason James Richter | Jesse                   |
| Keiko               | Willy                   |
| August Schellenberg | Randolph Johnson        |
| Annie Corley        | Drew Halbertová         |
| Vincent Berry       | Max Wesley              |
| Patrick Kilpatrick  | John Wesley             |
| Tasha Simms         | Mary Wesleyová          |
| Peter LaCroix       | Sanderson               |
| Stephen E. Miller   | Dineen                  |
| Ian Tracey          | Kron                    |
| Matthew Walker      | kapitán Drake           |
| Roger R. Cross      | první důstojník Stevens |
| Rick Burgess        | Smiley                  |
| Roman Danylo        | dítě s pizzou           |